# Hydraecia confluens
Hydraecia confluens är en fjärilsart som beskrevs av Barend J. Lempke 1942. Hydraecia confluens ingår i släktet Hydraecia och familjen nattflyn. Inga underarter finns listade i Catalogue of Life.